# Студенты за справедливость в Палестине
«Студенты за справедливость в Палестине» (англ. Students for Justice in Palestine, сокр. SJP) — пропалестинская студенческая организация в США, Канаде и Новой Зеландии. Активно участвует в движении за бойкот Израиля (BDS). По ряду оценок, является одной из ведущих пропалестинских организаций в университетских кампусах Северной Америки. Определяя себя как антисионистскую организацию, SJP при этом часто обвиняется в антисемитизме и поддержке террористических групп.

## История
Организация «Студенты за справедливость в Палестине» была основана в Калифорнийском университете в Беркли в 1993 году. Весной 1993 года она провела несколько мероприятий и осенью была официально признана университетом. Она ненадолго утратила статус организации в 1999 году, но вскоре была восстановлена во время второй интифады, начавшейся в сентябре 2000 года.
В 2010 году в рамках палестинской программы Социального форума США была основана Национальная организация «Студенты за справедливость в Палестине» (NSJP). Форум частично спонсировался Национальным комитетом BDS (движения за бойкот Израиля), аффилированным с организациями, признанными в США террористическими, включая ХАМАС, ПИД, НФОП, НФОП-ГК и ПФО.
Организация влияет на дискурс в университетских кампусах США и Канады через многочисленные местные филиалы SJP. Они аффилированы с NSPJ, но формально являются автономными организациями.

## Руководство
Основатель SJP Хатем Базиан (преподаватель Калифорнийского университета в Беркли) также является соучредителем организации «Американские мусульмане за Палестину» (англ. American Muslims for Palestine, сокр. AMP).

## Политическая позиция
В своем заявлении «Точки единства» (2011) NSJP призвала «прекратить израильскую оккупацию и колонизацию всех арабских земель», одновременно потребовав разрешить миллионам палестинцев переехать в Израиль, что характеризуется критиками как призыв к уничтожению Израиля.
Многие отделения SJP заявляют, что отвергают антисемитизм; при этом они регулярно демонизируют еврейских студентов, идентифицирующих себя как сионисты, хотя связь с государством Израиль является важной частью идентичности многих евреев.
Отмечалась поддержка лидерами NSJP и рядом отделений SJP вопиющих форм антисемитизма в социальных сетях, а также использование своих национальных конференций в качестве платформы для пропаганды своих дискриминационных идей. Ряд отделений SJP используют призывы к ликвидации Государства Израиль, провозглашают поддержку насильственного «сопротивления» ему и принцип «анти-нормализации», настаивая на невозможности диалога с людьми или группами, идентифицирующими себя с сионизмом.
Так, в частности, в кампусах американских университетов «Студенты за справедливость в Палестине» сравнивают студентов-сионистов с расистами, нацистами, белыми националистами, сторонниками превосходства белых и апартеида, членами Ку-клукс-клана и т.д.. Антидиффамационная лига отметила в этой связи: «настойчивые утверждения SJP о том, что нельзя быть хорошим евреем, оставаясь при этом сионистом, являются вопиющей попыткой ограничить еврейскую идентичность своих сокурсников», охарактеризовав это как попытки диктовать им «приемлемые контуры еврейской идентичности».

## Деятельность

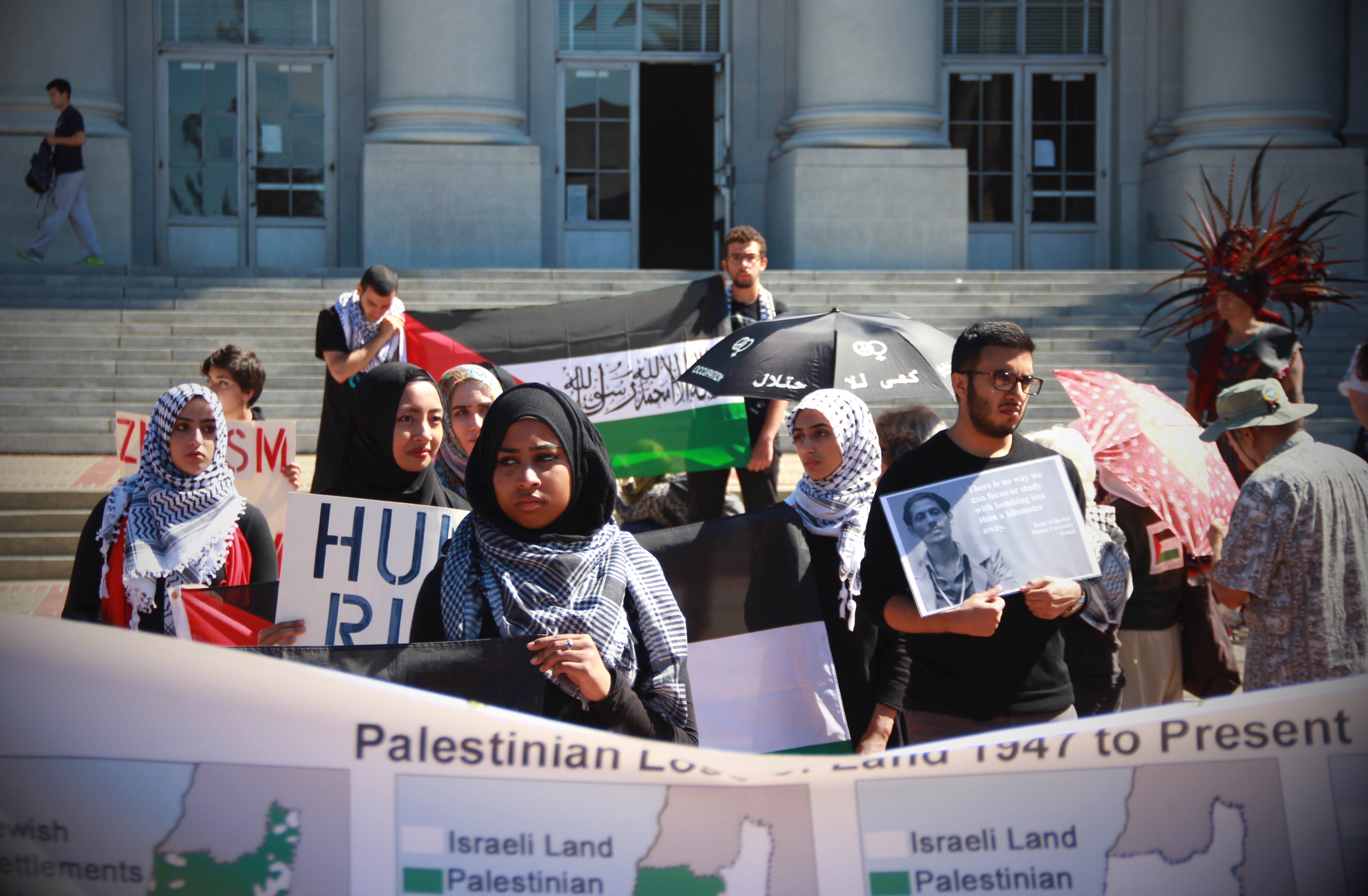
Акция SJP в Калифорнийском университете в Беркли

Организация является лидером по призывам к бойкоту, деинвестированию и санкциям против Израиля (BDS), в университетских кампусах США — от призывов прекратить военную помощь Израилю со стороны США до требований прекратить продажу хумуса бренда «Сабра» в университетских столовых, поскольку его продажа, по выражению представителей SJP, делает университет «соучастником колонизации Палестины».
С момента своего первого съезда Национальная организация «Студенты за справедливость в Палестине» транслировала в прямом эфире лекции осужденных палестинских террористов, в том числе Хадера Аднана и Расмеа Одех, и выражала поддержку террористам в социальных сетях.
После вторжения ХАМАС в Израиль 7 октября 2023 года NSJP и многие отделения организации в университетских кампусах открыто одобряли действия ХАМАС и резню израильского гражданского населения, всё чаще призывая к противостоянию сионизму и его «демонтажу» в университетских кампусах США. Некоторые отделения SJP распространили послания в поддержку ХАМАС, а также продвигали каналы в соцсетях, содержащие антиизраильский контент с изображениями насилия. SJP сделала заявление, поощрявшее «не просто лозунги и митинги, но и вооруженную конфронтацию с угнетателями» в Израиле. Организация призвала к проведению «Дня сопротивления» 12 октября, во время которого её отделения в кампусах провели пропалестинские акции, и опубликовала «Набор инструментов», в котором ясно дала понять, что выступает за уничтожение Израиля. SJP использовала для описания вторжения ХАМАС терминологию группировки, умолчав об убитых во время вторжения гражданских лицах, захвате заложников, изнасилованиях и пытках.
SPJ старается срывать мероприятия в университетских кампусах с участием израильских и произраильских спикеров.

## Финансирование
Организация действует в США через обширную сеть местных филиалов, формально являющихся автономными, несмотря на аффилированность с NSJP. Не будучи зарегистрированы как НКО согласно п. 501(c)(3) налогового кодекса США, они не обязаны раскрывать источники своего финансирования.
Институт изучения глобального антисемитизма и политики 3 мая 2024 года отметил в своём отчёте, что Национальная организация «Студенты за справедливость в Палестине» (NSJP) получает свыше 3 млн. долларов в год от организаций, обвиняемых в финансировании ХАМАС.